# Ricardo Macarrón
Ricardo Macarrón Jaime (Madrid, 1926-Riaza, Segovia, 14 de mayo de 2004) fue un pintor español, especialmente retratista.
Considerado por muchos un pintor de corte, por su paleta han pasado cuatro generaciones de Borbones, desde la reina Victoria Eugenia de Battenberg, al príncipe Felipe de Borbón y Grecia, además de otros personajes de la realeza europea, sobre todo de Gran Bretaña.

## Biografía
Procedía de una familia de tradición artística. Su abuelo es el fundador de la Casa Macarrón, un importante almacén para artistas de Madrid. Su padre y su primo fueron los encargados de embalar las pinturas del Museo del Prado cuando comenzaron los bombardeos durante la Guerra Civil. Los llevaron inicialmente a Ginebra y posteriormente a Irún cuando estalló la Segunda Guerra Mundial.
Juan, su padre, le matriculó en la Escuela de Artes Aplicadas para que aprendiera talla, restauración y dorado de marcos. Él no quería que su hijo se dedicara a la pintura porque consideraba que el negocio familiar ya le ofrecía una forma de ganarse la vida. Ignacio de Zuloaga convenció a su padre para que lo matriculara en bellas artes.
En la escuela de bellas artes conoció a Alicia Iturrioz, también pintora, con la que posteriormente contrajo matrimonio.
Su primer retrato lo realizó en 1943, cuando aún era estudiante, y el retratado era el pintor Joaquín Bustillo, aunque la obra que abre todos sus catálogos está fechada en 1944, titulada 'Después de la faena', de temática taurina.
Estudió en la Real Academia de Bellas Artes de San Fernando. En 1949 obtuvo una beca del instituto francés que le permite estudiar en París durante un año, donde residió en el Colegio de España.
A su regreso realizó su primera exposición individual en Bilbao y posteriormente emprendió un viaje por Europa que le permitió estudiar la luz en la pintura holandesa y las distintas maneras de abordar el retrato como género.
Con 20 años obtuvo el premio Duque de Alba por las naturalezas muertas que pintó por el salón de otoño de Madrid y dos años más tarde, en 1948, ganó la Tercera Medalla en la Exposición Nacional de Bellas Artes. Ya en 1955 la Dirección General de Bellas Artes le concedió la Medalla de Oro y su presencia artística se fue consolidando mediante exposiciones en España, América y Europa. Los años 60 también supusieron el inicio de una etapa de formación a través de varios viajes por Bélgica, Dinamarca o Noruega, países de los que aprendió un uso especial del color propio del arte nórdico.
En 1962 volvió a recibir la Primera Medalla de la Exposición Nacional de Bellas Artes y fue admitido en la Royal Society of Portrait Painters de Londres, después de pintar Simon Berry. 
Murió en 2004 en su domicilio a causa de un ataque de miocardio.

## Éxito internacional
Fue admitido en la Royal Society of Portrait Painters de Londres tras pintar al niño Simón Berry, que fue presentado en la exposición de la Royal Society of Portrait Painters de Londres, y dado su éxito y su consolidado nombre como retratista, fue nombrado miembro de esta sociedad. Posteriormente permanece algún tiempo en Londres pintando numerosos retratos.
En Gran Bretaña ha pintado a numerosos miembros de la realeza, desde la reina Isabel II, pasando por la princesa Margarita o la duquesa de Kent. En París pintó, entre otras personalidades, a la princesa Grace de Mónaco. También ha retratado a la reina Noor de Jordania o a los Grandes Duques de Luxemburgo, entre otros soberanos.

## Pintor de la familia real española
En España fue considerado el pintor oficial de la Familia Real. Desde que en 1967 pintara en Lausanne a la reina Victoria Eugenia, por su paleta han pasado todos los miembros de la familia. En 1971 pintó a la condesa de Barcelona y en 1982 al Infante Don Juan, cuyo retrato sirvió para ser reproducido en sellos en 1993. Ha retratado en numerosas ocasiones a los reyes Juan Carlos I y Sofía, así como al príncipe de Asturias y a las infantas.
Sus cuadros de distintas personalidades de la vida política cuelgan como retratos oficiales en numerosos organismos públicos, además de haber retratado a personajes de la vida política, social y económica del país, como el empresario Ramón Areces o el banquero Emilio Botín, pasando por los barones Thyssen-Bornemisza, o Salvador de Madariaga.
Según sus biógrafos, el inicio de Macarrón como pintor de la élite social se produce en 1962, cuando firmó un lienzo de la condesa Cristina Potocka, que le abrió las puertas entre la alta sociedad.
En los años noventa vuelve al paisaje, y después de la publicación en 1999 de un libro sobre su obra, está pendiente una exposición de la misma. El citado libro antológico denominado 'Macarrón', ha sido editado por Ibercaja y presentado el 14 de octubre de 1999 en el Museo Thyssen-Bornemisza.
Además de los cuadros realizados por encargos a personas particulares, su obra cuelga en diversas pinacotecas como el Museo Nacional de Arte Contemporáneo de Madrid, la Fundación Thyssen-Bornemisza, también en Madrid, la Fundación Güell en Barcelona, Museo Denver (Colorado.Estados Unidos), Museo de la Universidad de Oslo, National Gallery de Ciudad del Cabo (Sudáfrica) y en las colecciones de las Casas Reales de España, Gran Bretaña y Jordania, en el Gran Ducado de Luxemburgo y en el Principado de Mónaco.